# Kurubarahalli, Kolar
Kurubarahalli là một làng thuộc tehsil Kolar, huyện Kolar, bang Karnataka, Ấn Độ.